# Малороси
Малоро́си (також заст. малоросія́ни; рос. малоро́ссы, малороссия́не, малоро́сы, малору́сы) — термін, який має кілька значень і походить від церковної назви земель Старої, Святої, Київської Русі, що в татарську епоху потрапили до складу Руського і Галицького великого князівства під владою династії князів Галицьких, Даниловичів себто нащадків князя Данила Галицького і опікою Галицької митрополії, на теренах яких виникла Гетьманщина, держава Богдана Хмельницького і Війська Запорозького, що взяла слово Малоросія як одну з офіційних самоназв. Таким чином малоросіяни це:
1. книжна, канцелярська і церковна, офіційна назва українців, представників українського народу в царську, гетьманську і імперську епохи, у документах Гетьманщини і Російської імперії[6][7]. До входження козацької держави під протекторат Московського царства після Переяславської ради 1654 року[8] цей термін не вживався, натомість вживалися такі терміни як етнонім русини[9], такі назви як мужики, козаки, посполиті, шляхта, міщани, християни та ін. В цей же час у документах Корони Польської і Речі Посполитої поряд із назвами Русь та Руська земля також вживається і назва Україна. Так гетьман Петро Конашевич, відомий як Сагайдачний, у листі до короля Польщі 1622 року пише про[10]:«Україну, власну, предковічну, вітчизну нашу, городи українські, народ український». Таким чином малоросіяни це політично обумовлений термін гетьманської і імперської, царської епох. Після колапсу Російської імперії у 1917 році, цей термін як етнонім щодо українців в більшості випадків перестає вживатись. За часів СРСР разом із терміном Малоросія вважався таким, що виражав великодержавницьку політику царизму щодо України.[11]
2. сучасний екзоетнонім, зовнішня шовіністична назва українців[5] росіянами і іншими людьми, які з ностальгією згадують царську, російську епоху.  Загальноросійська ідея, прихильником якої є російські шовіністи та імперіалісти, називає та розглядає українців малоросами, як «відокремлену» частину російського народу.

- застаріла назва українців[12][13] у російській і українській книжній, літературній мовах і культурах.

## Історія виникнення терміна

Підросійська Україна у 1740—1750 роках. Синім позначена Гетьманщина, зеленим — територія Слобідських полків, помаранчевим — Військо Запорозьке Низове

### Мала Росія або Мала Русь

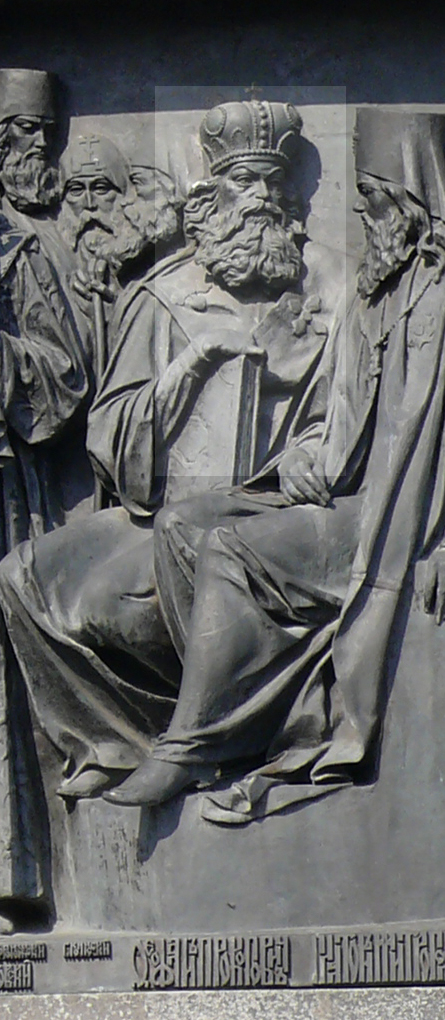
Ф. Прокопович на пам'ятнику «1000-літтю Росії»

Термін малороси походить від топоніму Мала Росія себто Мала Русь. Назва Мала Росія з’являється на початку XIV століття у Грецькому царстві або сучасною мовою Візантії для позначення земель новоутвореної Галицької митрополії і відповідно Галицького і Волинського князівства, яке вона опікала Проте ця назва не набула широкого розповсюдження. Відродження вживання цього терміна в кінці XVI століття пов'язують з листуванням українських церковних ієрархів Корони Польської і Речі Посполитої з Московією з дотриманням дипломатичного церковного етикету, оскільки у той час і московський цар, i патріарх Московський носили титул Всія Русі. Український історик Михайло Грушевський це пояснює так:
|  | Київським митрополитам прийшлось зав'язати зносини з московським правительством, головно задля грошових і всяких інших підмог з московського скарбу, їм незручно було писатись в листах до московського правительства тим титулом, який вони уживали у себе вдома – митрополита київського, галицького і всієї Русі |

Утворена з Малої Росії назва Малоросія почала вживатися з XVII століття, але стосувалася тільки Лівобережної України — Гетьманщини. У XIX на початку XX століть у Російській імперії назву Малоросія, малоросійські застосовували, як до всієї України, так і лише для лівобережних Полтавської, Чернігівської та Харківської губерній.

### Загальноросійська ідея
Концепцію триєдиного славенороського народа, згідно з якою українці звуться малоросами, ймовірно висунув український філософ Інокентій Ґізель у праці Синопсис Київський у 1674 році. Далі цю ідею розвив інший український філософ, сподвижник російського царя Петра Першого Феофан Прокопович. Завершили розробку концепції триєдиного російського народу російський історик Татищев та вчений Ломоносов.

## Вживання терміна
За задумом українських філософів творців етноніму «малороси», він позначав приналежність до Малої Руси тобто українських земель навколо стародавньої столиці Руси Києва та не мав ніякого образливого відтінку.
Згодом цей термін почав набувати образливих рис, як позначення меншовартості, в порівнянні з етнонімом великороси.
Починаючи з XIX століття нарівні з терміном малоросійський, починає вживатися термін «южнорусский» (південноросійський). Наприклад: Тарас Шевченко створює Букварь южнорусскій.

### Вживання в європейських мовах

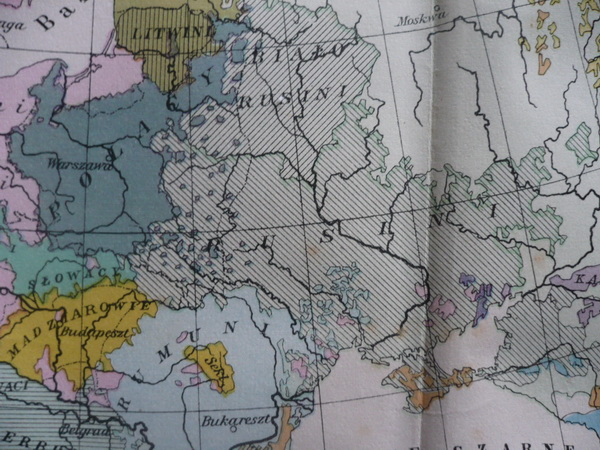
Польська мапа народонаселення Центральної Європи

В більшості європейських мов вживався прямий переклад слів «малі росіяни» — нім. Kleinrussen, англ. Little Russians. З іншого боку до українців, що жили поза межами Російської імперії до початку XX століття вживався традиційний, споконвічний етнонім — рутени (русини) — нім. Ruthenen, англ. Ruthenians, хоча на мовних мапах малороси та русини позначалися як один етнос.
Виключення складала польська мова де всіх українців незалежно до місця проживання називали русинами пол. Rusini.

### Вживання в народі
Оскільки «малороси» був саме екзоетнонімом, то в народі він не вживався, натомість населення називало себе або «українцями», або «людьми».

## Малоросійство
З ліквідацією автономії Гетьманщини 1764, скасуванні козацького устрою в Слобідській Україні 1765, ліквідацією Запорозької Січі у 1775 році в деяких представників українського суспільства починає складатися комплекс провінціалізму, що виявляється у відданості справі російської великодержавності та в байдужому або негативному ставленні до українських національно-державницьких традицій і прагнень.
Український вчений і громадський діяч Михайло Драгоманов увів у вжиток термін — носії малоросійщини:
|  | Це зросійщені українці, національний характер яких утворювався під чужим тиском і впливом, що мало наслідком засвоєння переважно гірших якостей чужої національності і втрати кращих своїх. |

Згодом письменник і громадський діяч Євген Маланюк дає визначення комплексу Малоросійства:
|  | Це відсутність національної духової суверенності, брак найелементарнішого національного інстинкту й параліч політичної волі, національне пораженство, виявом якого була «самоотверженность малороссийская» в XVIII столітті, а потім капітулянтство перед Москвою й вислужництво перед її володарями. |

Володимир Винниченко у своєму романі «Хочу!» написав: 
|  | Знаєте, що таке малорос? Ні? Паршивець, просто кажучи, ні те ні се. Він, бачите, собі з походження – українець, з виховання – руський, з переконань – неук у всьому, що торкається рідного народу, по вдачі – боягуз, себелюб і раб. От це – малорос |

Термін малоросійство вживається, як антагонізм українству. А носії малоросійства, як антиподи прихильників українського національного руху.